# Хохлатка жёлтая
Хохлаткой жёлтой также называют другой вид — хохлатку крупноприцветниковую (Corydalis bracteata).
Хохла́тка жёлтая (лат. Pseudofumária lútea, ранее также Corýdalis lutea) — вид двудольных цветковых растений, включённый в род Pseudofumaria семейства Маковые (Papaveraceae). Типовой вид рода.

## Ботаническое описание

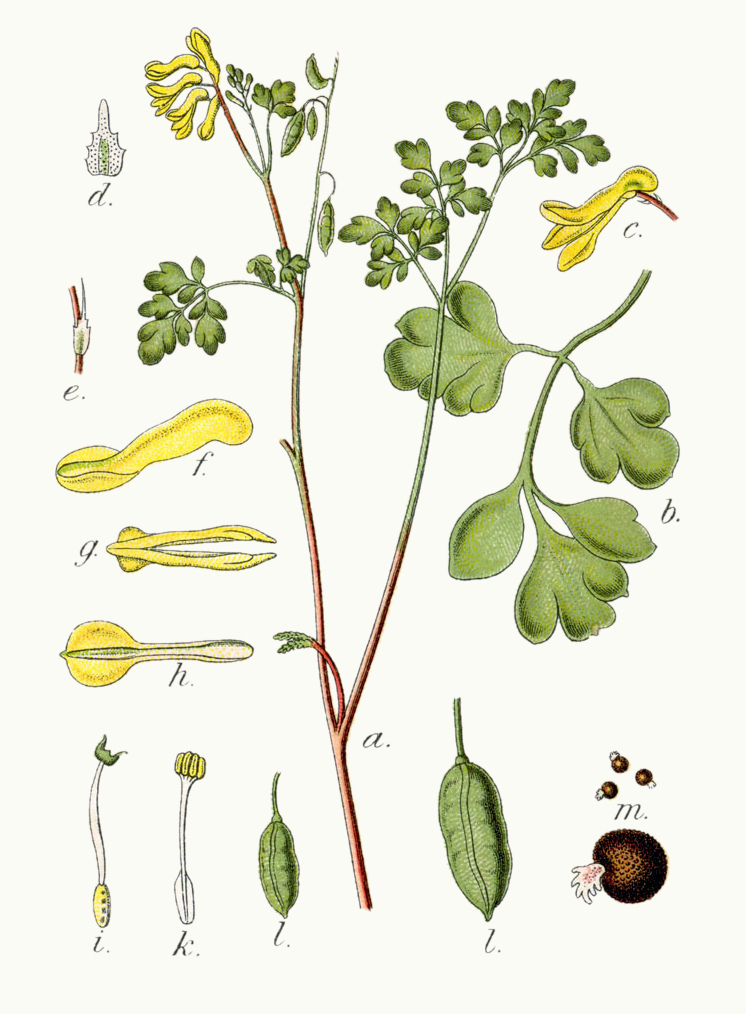

Многолетнее травянистое растение, корневищный эфемероид. Корневище ползучее. Стебли прямостоячие, угловатые, 10—40 см в высоту. Листья дважды — трижды рассечённые, сверху зелёные, снизу — сизоватые, голые.
Цветки собраны в кисть в количестве 6—20 на конце стебля, сначала густую, в процессе цветения разреживающуюся. Прицветники под каждым цветком мелкие, продолговато-ланцетной формы, цельные, намного короче цветоножек. Венчик ярко-жёлтого цвета, 14—20 мм длиной.
Плод — коробочка, при созревании поникающая, около 10 мм длиной, заострённая, содержит 3—13 семян. Семена гладкие, блестящие, округлые или почковидные, 1,4—1,7×1,6—2 мм, с элайосомой.

## Ареал
Родина растения — Западная Европа, в настоящее время натурализовалось во многих районах, встречается как заносное сорное на скалах, на стенах из известняка. Декоративно, выращивается на альпийских горках.

## Таксономия

### Синонимы
- Borckhausenia lutea (L.) P.Gaertn., B.Mey. & Schreb., 1801
- Capnites ochroleucus Rupr., 1869
- Capnoides albida Bernh. ex Steud., 1840, nom. inval.
- Capnoides lutea (L.) Gaertn., 1790
- Corydalis lutea (L.) Lam. & DC., 1805
- Fumaria lutea [C.Bauhin] L., 1771basionym
- Fumaria tetragona Stokes, 1812
- Neckeria lutea (L.) Neck., 1790